# François Roelants du Vivier
François Marie Gabriel André Charles-Ferdinand Roelants du Vivier (ur. 5 listopada 1947 w Etterbeek) – belgijski polityk, urzędnik i archeolog, senator, poseł do Parlamentu Europejskiego II kadencji.

## Życiorys
Pochodzi z rodziny Nothomb o tradycjach politycznych. Jego przodek Jean-Baptiste Nothomb był premierem w latach 1841–1845, a dziadek Pierre Nothomb działał jako pisarz i polityk prawicowy. W 1973 ukończył studia licencjackie z archeologii i historii sztuki na Université catholique de Louvain. Był badaczem w Centrum Archeologii Industrialnej, a od 1990 do 2000 nauczycielem akademickim w Fondation universitaire luxembourgeoise (obecnie część Uniwersytetu w Liège). Od 1975 do 1983 zatrudniony w organizacji ekologicznej Inter-Environment Wallonie, a od 1979 do 1983 pozostawał administratorem w ponadnarodowym ruchu Europejskie Biuro Środowiska. Pod koniec lat 80. opublikował także dwie książki poświęcone tematyce środowiska.
W 1984 uzyskał mandat posła do Parlamentu Europejskiego z listy partii Ecolo. Przystąpił do Grupy Tęcza, pełnił funkcję jej przewodniczącego od 10 marca 1986 do 4 marca 1987. Został wiceprzewodniczącym Komisji ds. Środowiska Naturalnego, Zdrowia Publicznego i Ochrony Konsumentów (1987–1989), a także członkiem Delegacji ds. stosunków z państwami Maghrebu.
W 1989 po odejściu z Ecolo założył własne ugrupowanie Europe-Régions-Environnement (ERE), w 1993 zapowiedział powołanie kolejnej partii (do czego ostatecznie nie doszło). W latach 1989–2009 sprawował funkcję radnego Regionu Stołecznego Brukseli, wybieranego z listy koalicji ERE-FDF. Był przewodniczącym (1999–2000) i wiceprzewodniczącym (1997–1999, 2000–2001) tego gremium, kierował też frakcją swojego ugrupowania. Jednocześnie od 1995 do 2000 zasiadał w radzie gminy Uccle, a od 2000 do 2009 w parlamencie Francuskiej Wspólnoty Belgii. W latach 2000–2009 zasiadał też w krajowym Senacie z rekomendacji wspólnoty francuskojęzycznej, od 2009 jest zaś senatorem honorowym. W lipcu 2004 objął tekę sekretarza stanu ds. europejskich w federalnym rządzie (w ramach koalicji FDF-MF zastąpił Frédérique Ries).
Jednocześnie podjął pracę w innych organizacjach, był m.in. dyrektorem i szefem rady nadzorczej stowarzyszenia Euro Citizen Action Service (1990–1996), specjalnym doradcą Wspólnot Europejskich (1990–1992) oraz przewodniczącym zarządu stacji telewizyjnej Télé-Bruxelles (2000–2004). Został także członkiem Zgromadzenia Parlamentarnego NATO i Komitetu Regionów, a także szefem Global Legislators Organization for a Balanced Environment Europe (GLOBE) i wiceszefem organizacji BRUxelles-eSPACE.
W 2007 został oficerem Orderu Leopolda.